# Dezinformační kampaň
Dezinformační kampaň, útoky nebo operace je záměrné šíření nepravdivých informací s konečným cílem uvést publikum v omyl, zmást nebo je zmanipulovat. 
Dezinformační útoky mohou provádět státní nebo nestátní aktéři za účelem ovlivnění domácího nebo zahraničního obyvatelstva. Tyto útoky se běžně používají k přetváření postojů a přesvědčení, řízení konkrétní agendy nebo vyvolání určitých reakcí u cílového publika.
Dezinformační útoky lze provést prostřednictvím tradičních médií, jako jsou státem sponzorované televizní kanály a rádia. 
S příchodem sociálních sítí se však dezinformační útoky stávají stále rozšířenějšími a silnějšími. Digitální nástroje, jako jsou roboti, algoritmy a technologie AI, se využívají k šíření a zesilování dezinformací a dílčích cílových populací na online platformách Instagram, Twitter, Facebook, YouTube a podobných. 
Vzhledem k povaze těchto sítí byly dezinformační útoky klasifikovány jako skutečná kybernetická hrozba.
Dezinformační útoky mohou představovat hrozbu pro demokracii v online prostoru, pro integritu volebních procesů jako jsou prezidentské volby ve Spojených státech v roce 2016, a pro národní bezpečnost obecně.
Obranná opatření zahrnují například aplikace strojového učení, které mohou na platformách označovat dezinformace, systémy k ověřování faktů a algoritmické úpravy a spolupráci mezi soukromými společnostmi sociálních médií a vládami při vytváření řešení a sdílení klíčových informací. Vznikají také vzdělávací programy, které mají lidi naučit, jak lépe rozlišovat mezi fakty a dezinformacemi online.